# Wirtshaus am Hart

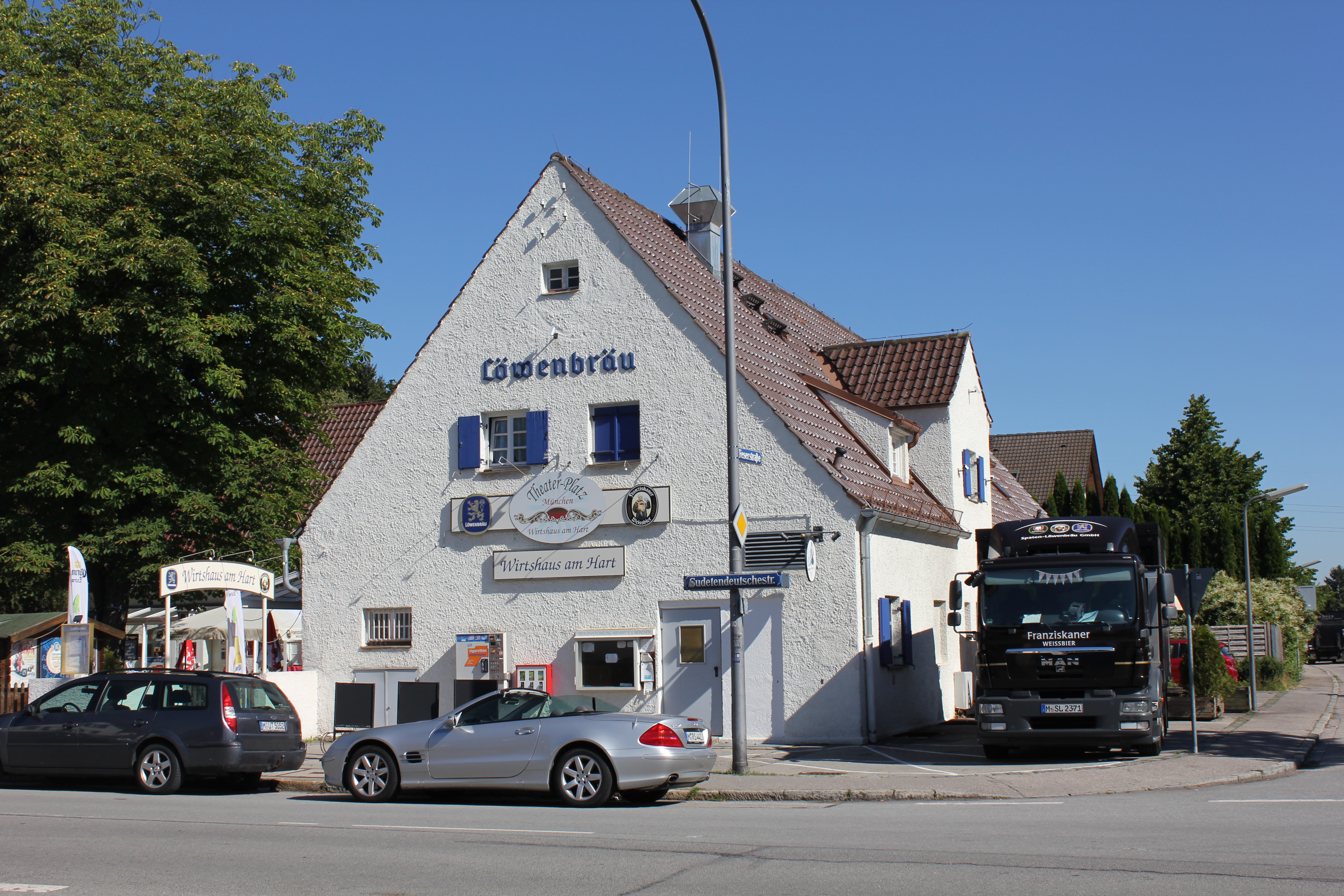
Wirtshaus am Hart

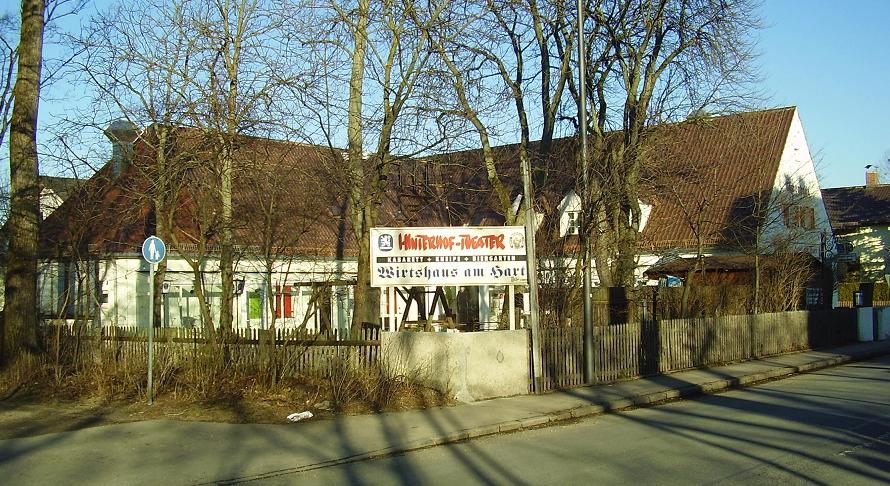
Sommergarten

Das Wirtshaus am Hart ist ein Lokal mit Kleinkunstbühne im Norden Münchens, in der Sudetendeutschestraße 40 (Ecke Aussiger Platz) in Milbertshofen-Am Hart.
Das Gebäude ist über 100 Jahre alt und war einst Arbeitsstätte und Wohnung eines Künstlers.
Es beherbergt die Kleinkunstbühne HINTERHOF.kultur, Nachfolger des Ende März 2007 geschlossenen Hinterhoftheaters. Das Kulturprogramm wird von der Spaten-Löwenbräu-Gruppe unterstützt. Im Lokal wird bayerische Küche serviert. Es ist über die U2 Am Hart an den öffentlichen Nahverkehr angeschlossen.

## Programm (Auswahl)
Zum Programm der Kleinkunstbühne zählten und zählen Künstler aus dem deutschsprachigen Raum wie Harald Schmidt, die Biermösl Blosn, Gerhard Polt, die Wellküren, Richard Rogler, Jörg Hube, Sissi Perlinger, Josef Hader, Ottfried Fischer, Christian Ude, ..

## Preisverleihungen
Jährlich wird in den Räumen des Wirtshauses am Hart der Kaleidoskop-Preis an zwei Kunstschaffende mit Bezug zu München für herausragende künstlerische Leistungen verliehen. 2013 ging der Preis an Helmut Eckl, 2014 an Thomas Gerlach und Alfred Högerle, die Geschäftsführer des Theaterplatzes Wirtshaus am Hart, 2015 an Wolfgang Ramadan. Die Laudatio hielt Josef Brustmann.